# Мурела-Стационе Сант'Оресте (Рим)
Мурела-Стационе Сант'Оресте је насеље у Италији у округу Рим, региону Лацио.
Према процени из 2011. у насељу је живело 276 становника. Насеље се налази на надморској висини од 258 м.